# Microrégion de Coari

Localisation de la microrégion de Coari.

La microrégion de Coari est l'une des six microrégions qui subdivisent le Centre de l'État de l'Amazonas au Brésil.
Elle comprend six municipalités qui regroupaient 151 649 habitants en 2006 pour une superficie totale de 111 590 km2.

## Municipalités[1]
- Anamã
- Anori
- Beruri
- Caapiranga
- Coari
- Codajás